# Antônio Celso Medeiros Leopolski
Antônio Celso Medeiros Leopolski (ur. 1959 w Foz do Iguaçu, zm. 28 listopada 2010 w Joinville) – brazylijski aktor, poeta i performer.
Wychował się w Pernambuco, studiował w Colégio Estadual Wilson Joffre w Cascavel, gdzie przewodniczył wielu organizacjom studenckim. Były to organizacje artystyczne i ruchy polityczne m.in. Centro Estudantil Castro Alves (Ceca), które w czasach dyktatury znajdowały się pod obserwacją władz. Spiskowano przeciwko generałowi Ernesto Geiselowi licząc, że po obaleniu dyktatury zostanie przywrócony ustrój demokratyczny. Antonio Celso Medeiros Leopolski był synem urzędnika wojskowego, dlatego był znacznie mniej inwigilowany i mógł bezkarnie rozpowszechniać materiały antyrządowe. Po ukończeniu studiów zaangażował się w tworzenie profesjonalnego teatru lalkowego, sam tworzył kukiełki, których używał do realizacji przedstawień skierowanych zarówno do dzieci jak i dla dorosłych. Stworzył „LAM-Teatre”, gdzie wystawiano sztuki których był reżyserem. Ponadto był autorem tekstów piosenek śpiewanych m.in. Parany do muzyki Flavio Fanucchiego.